# Ceceda
Ceceda är en ort i Mexiko.   Den ligger i kommunen Tlahualilo och delstaten Durango, i den centrala delen av landet, 900 km nordväst om huvudstaden Mexico City. Ceceda ligger 1 095 meter över havet och antalet invånare är 243.
Terrängen runt Ceceda är huvudsakligen platt, men åt nordost är den kuperad. Runt Ceceda är det glesbefolkat, med 9 invånare per kvadratkilometer. Närmaste större samhälle är Tlahualilo de Zaragoza, 5,3 km nordväst om Ceceda. Omgivningarna runt Ceceda är i huvudsak ett öppet busklandskap.